# 寧福縣
宁福县（越南语：／）是越南宁顺省下辖的一个县。面积341.95平方千米，2017年总人口132399人。

## 地理
宁福县西接宁山县；北接潘郎-塔占市；南接顺南县；东临南海。

## 历史
2009年6月10日，福南社析置福宁社，福盐社析置歌那社；以歌那社、福盐社、福宁社、福南社、福明社、福营社、二河社和福河社8社析置顺南县。

## 行政区划
宁福县下辖1市镇8社，县莅福民市镇。
- 福民市镇（Thị trấn Phước Dân）
- 安海社（Xã An Hải）
- 福海社（Xã Phước Hải）
- 福厚社（Xã Phước Hậu）
- 福有社（Xã Phước Hữu）
- 福山社（Xã Phước Sơn）
- 福泰社（Xã Phước Thái）
- 福顺社（Xã Phước Thuận）
- 福荣社（Xã Phước Vinh）